# Daigny
Daigny is een Franse gemeente in het departement Ardennes in de regio Grand Est en maakt deel uit van het arrondissement Sedan. De gemeente telde 358 inwoners op 1 januari 2022.

## Geografie
De oppervlakte van Daigny bedraagt 2,85 vierkante kilometer; Op 1 januari 2022 was de bevolkingsdichtheid 125,6 inwoners per km².
De onderstaande kaart toont de ligging van Daigny met de belangrijkste infrastructuur en aangrenzende gemeenten.

## Demografie
Onderstaande figuur toont het verloop van het inwonertal.

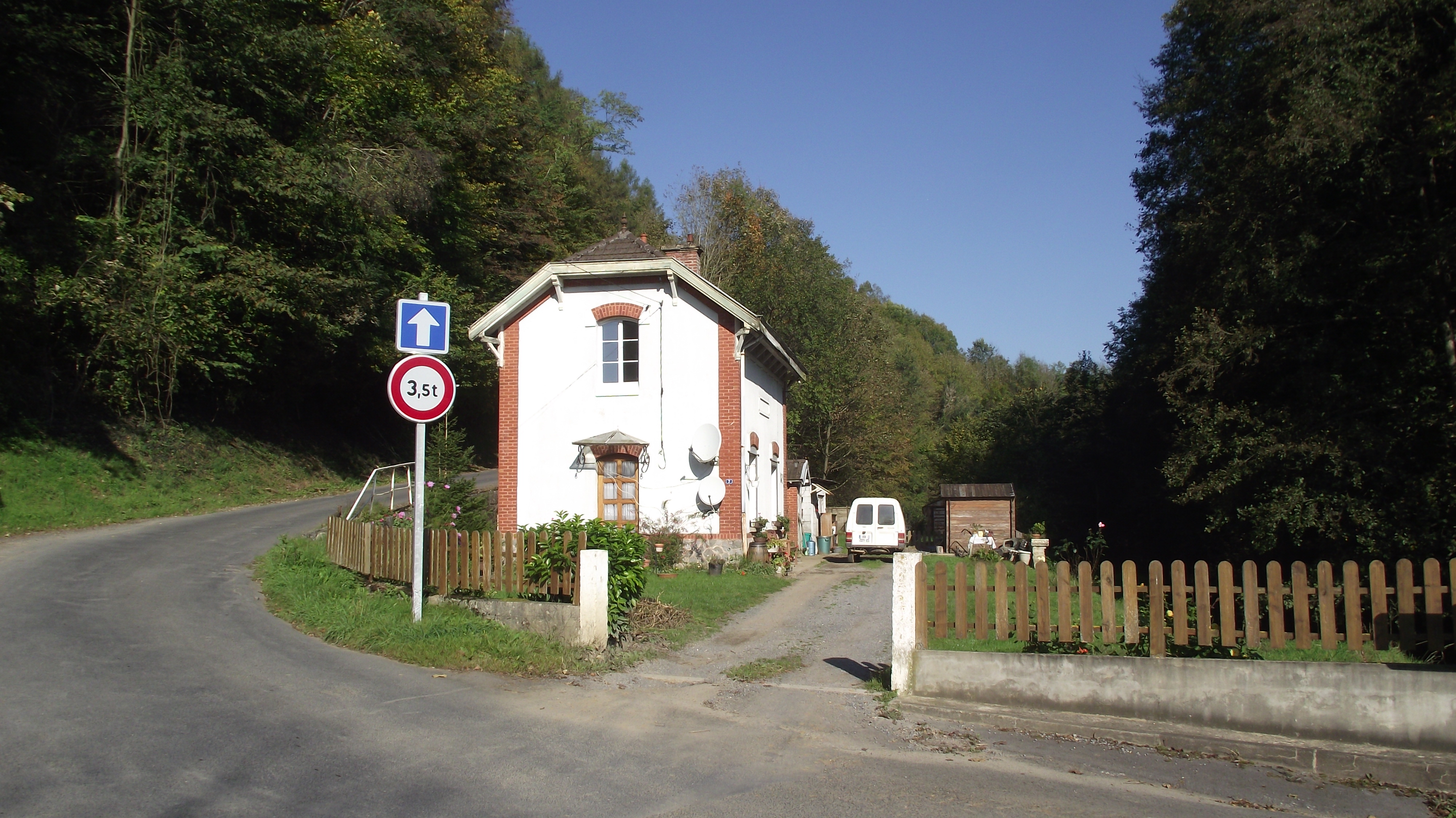
Station van Daigny

Vanwege een beveiligingsprobleem met de MediaWiki Graph-software is het momenteel niet mogelijk deze grafiek weer te geven. Zodra de software is bijgewerkt zal de grafiek vanzelf weer zichtbaar worden.